# Kepler-174d
Kepler-174d je exoplaneta nacházející se v systému Kepler-174, který se nachází přibližně 1 254 světelných let od Země v souhvězdí Lyry. Planeta obíhá kolem oranžového trpaslíka Kepler-174 a je jednou ze tří potvrzených planet v tomto systému. Objevena byla v únoru 2014 týmem vedeným Jasonem F. Rowem pomocí tranzitní metody pozorováním NASA teleskopem Kepler.

## Objev
Objev Kepler-174d byl oznámen v roce 2014 jako součást širší studie, která potvrdila existenci stovek exoplanet objevených teleskopem Kepler. Planeta byla identifikována na základě pravidelných poklesů jasnosti mateřské hvězdy, což naznačovalo tranzity planety přes její disk. Kepler-174d byla zjištěna jako třetí a nejvzdálenější planeta systému.
Planeta obíhá svou mateřskou hvězdu ve vzdálenosti přibližně 0,677 AU, tedy přibližně dvakrát dále než Merkur od Slunce. Jeden oběh kolem hvězdy jí trvá 247 pozemských dní.

## Fyzikální vlastnosti
Kepler-174d má poloměr přibližně 2,19 R⊕, což naznačuje, že se může jednat o superzemi nebo o malého plynného obra. Hmotnost planety není známa, ale na základě podobných exoplanet lze odhadnout, že se pohybuje mezi 5 a 10 M⊕. Přesné údaje o povrchové gravitaci nebo složení planety nejsou k dispozici.

## Obyvatelnost
Kepler-174d se nachází v obyvatelné zóně své mateřské hvězdy, což znamená, že by teoreticky mohla mít podmínky umožňující přítomnost kapalné vody na povrchu. Přestože její přesná atmosféra není známa, pokud by měla dostatečně hustou atmosféru s obsahem oxidu uhličitého, mohla by být její povrchová teplota v rozmezí umožňujícím existenci kapalné vody.
Její poloha v obyvatelné zóně ji činí zajímavým objektem pro výzkum potenciální obyvatelnosti exoplanet, i když je nepravděpodobné, že by planeta byla skalnatá jako Země. Kvůli své velikosti je pravděpodobné, že má hustou atmosféru a povrch pokrytý silnou vrstvou plynů.

## Mateřská hvězda
Kepler-174d obíhá kolem hvězdy Kepler-174, což je oranžový trpaslík spektrálního typu K nacházející se v souhvězdí Lyry. Hvězda má přibližně 71 % hmotnosti Slunce a její poloměr činí 68 % poloměru Slunce. Povrchová teplota hvězdy je přibližně 4 724 K, což ji činí chladnější než Slunce.
Hvězda má kromě Kepler-174d další dvě potvrzené planety, Kepler-174b a Kepler-174c, které obíhají blíže k hvězdě a pravděpodobně nejsou obyvatelné.

## Význam objevu
Kepler-174d patří mezi zajímavé exoplanety díky své poloze v obyvatelné zóně. Pokud by měla vhodnou atmosféru, mohla by mít podmínky umožňující existenci kapalné vody, což je klíčový předpoklad pro vznik života, jak ho známe.
Díky budoucím dalekohledům, jako je James Webb Space Telescope nebo Extremely Large Telescope, by mohlo být možné lépe zkoumat složení atmosféry této exoplanety a určit, zda by mohla být obyvatelná.